# Eichhorst (Mecklembourg)
Eichhorst est une ancienne municipalité allemande située dans le land de Mecklembourg-Poméranie-Occidentale et l'arrondissement du Plateau des lacs mecklembourgeois.

## Municipalité
Outre le village d'Eichhorst, la commune comprend les villages de Jatzke et de Liepen.

## Illustrations

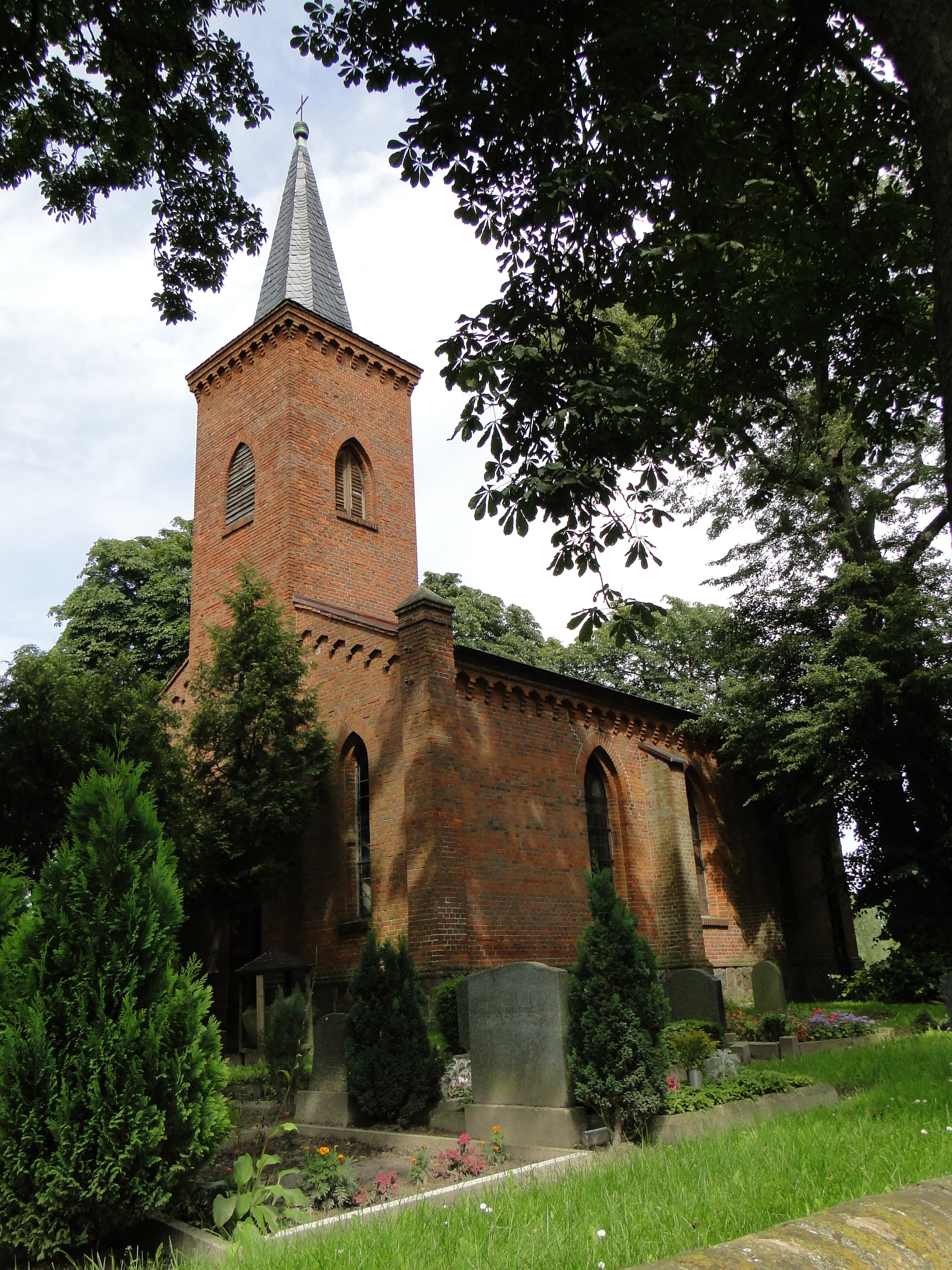
Vue de l'église de Liepen
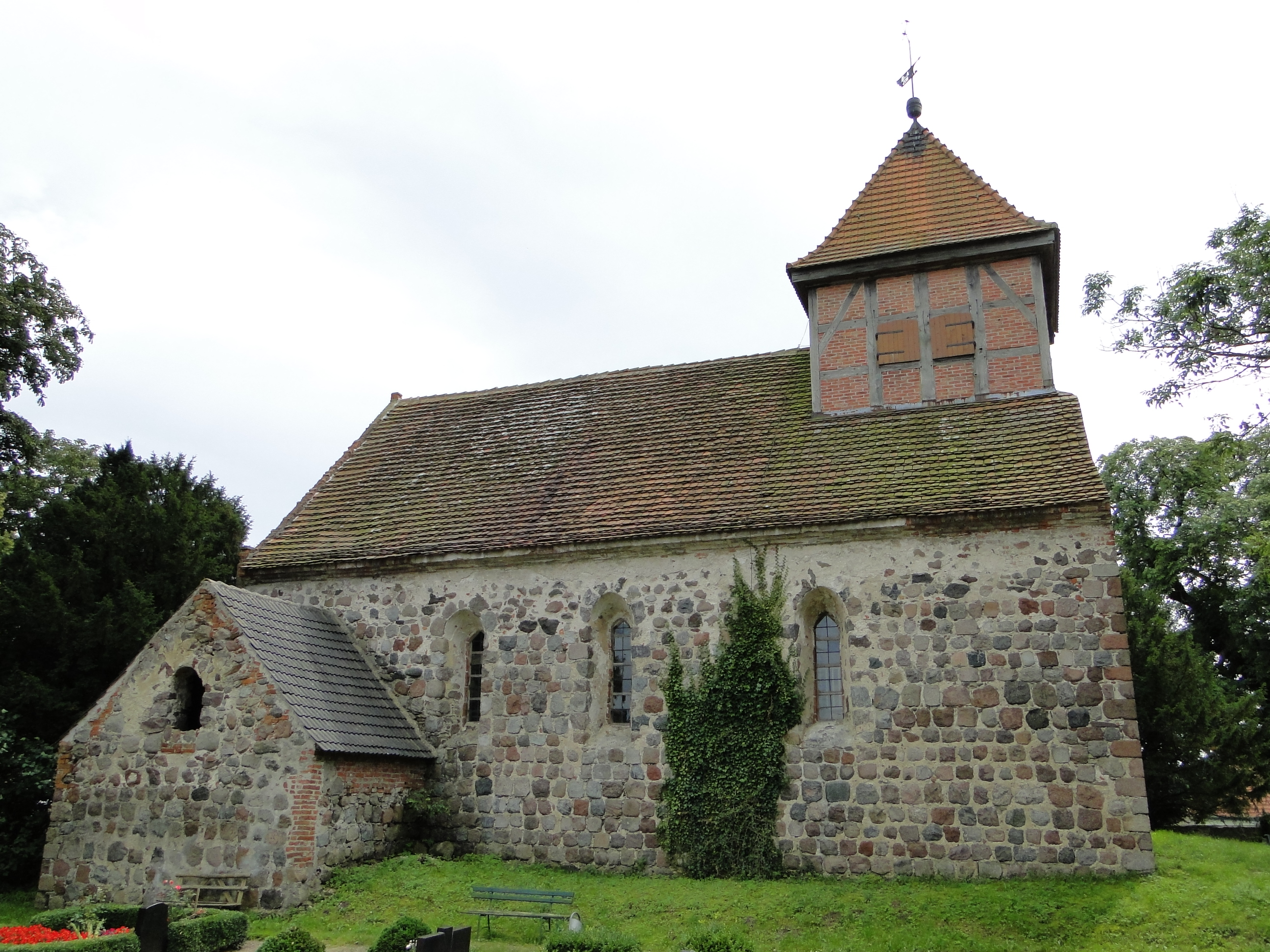
Vue de l'église de Jatzke
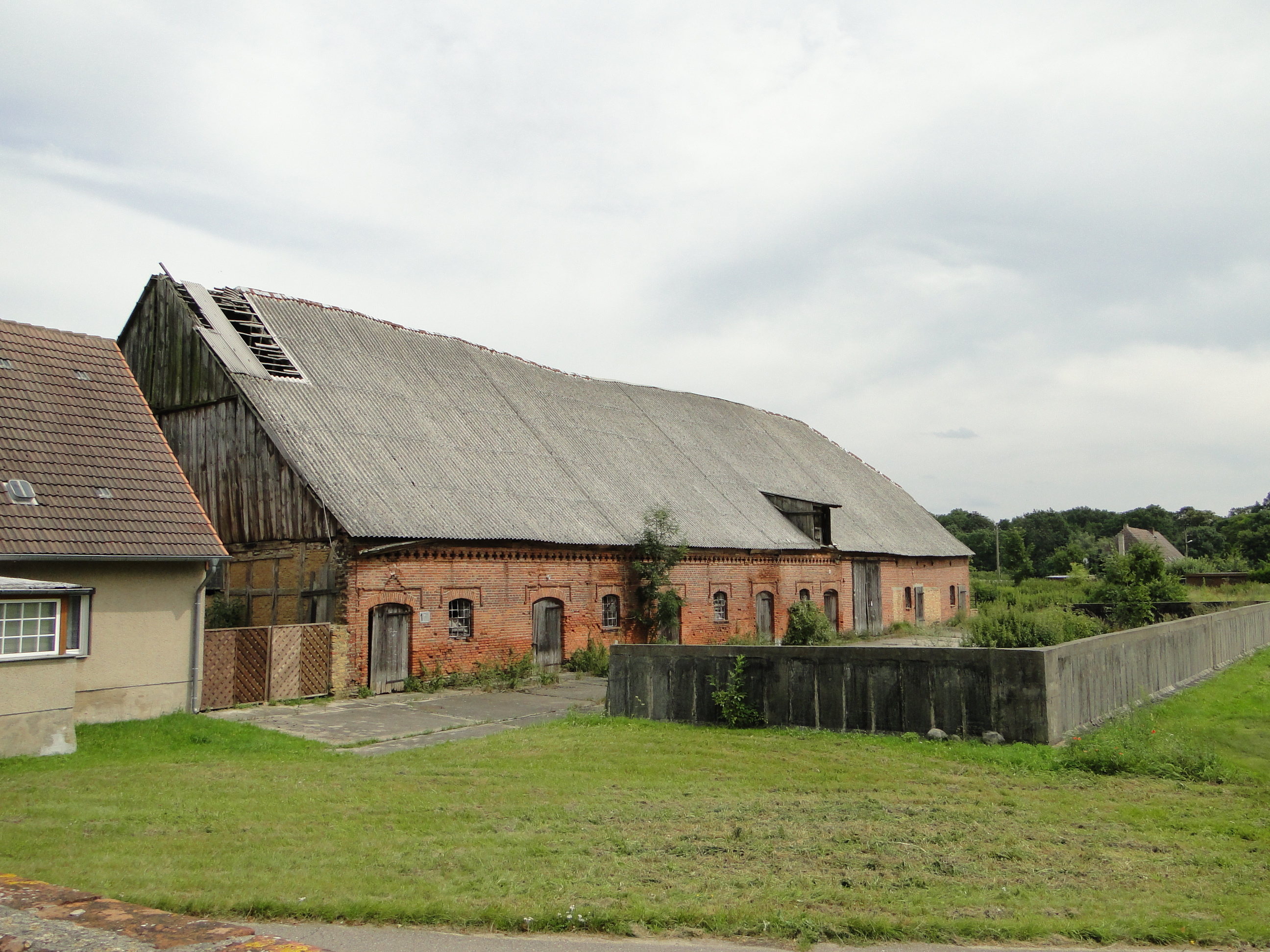
Vue d'une grange en ruines, typiquement mecklembourgeoise, à Jatzke
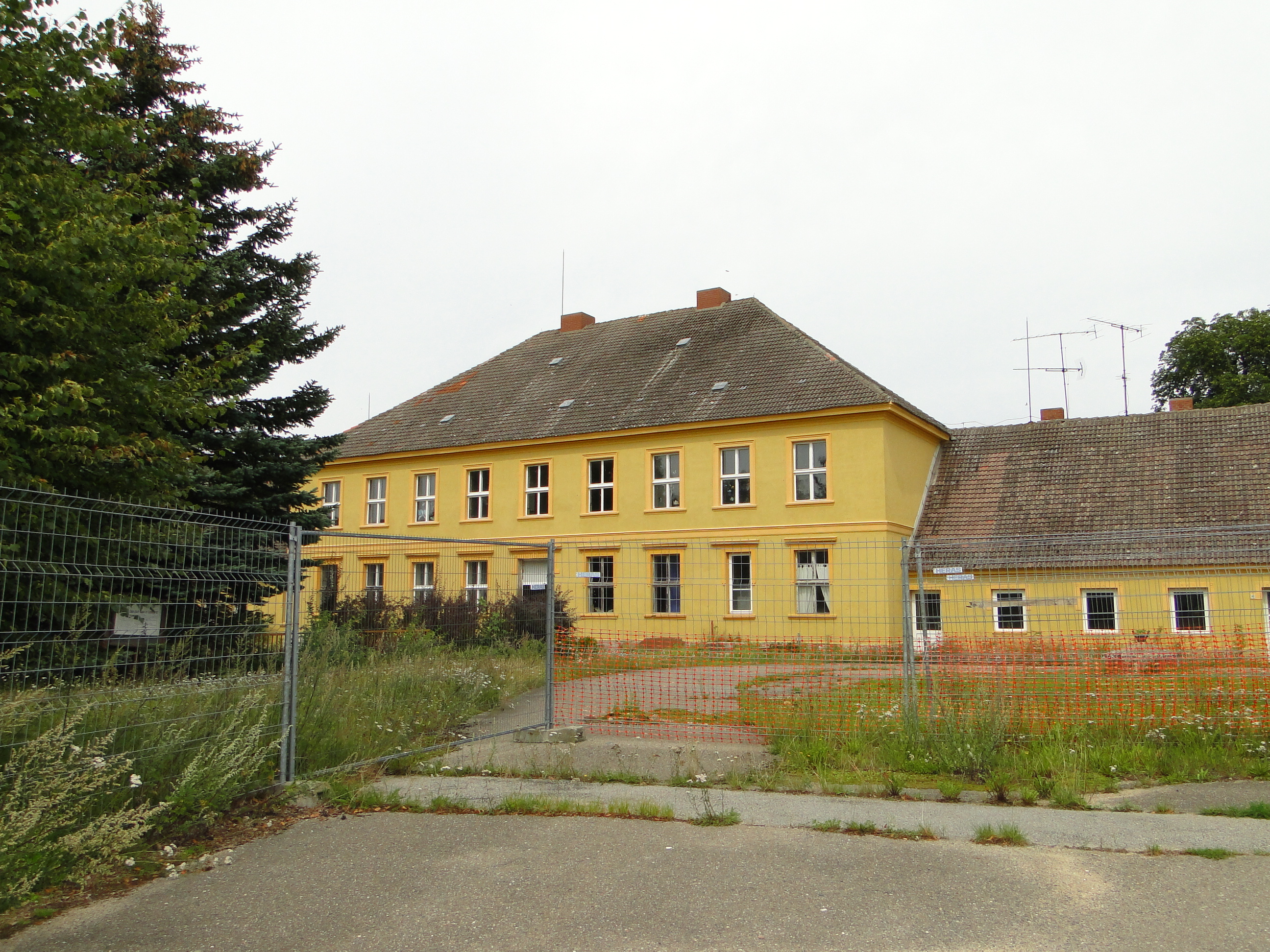
Vue de l'ancien manoir d'Eichhorst